# Mary Nash

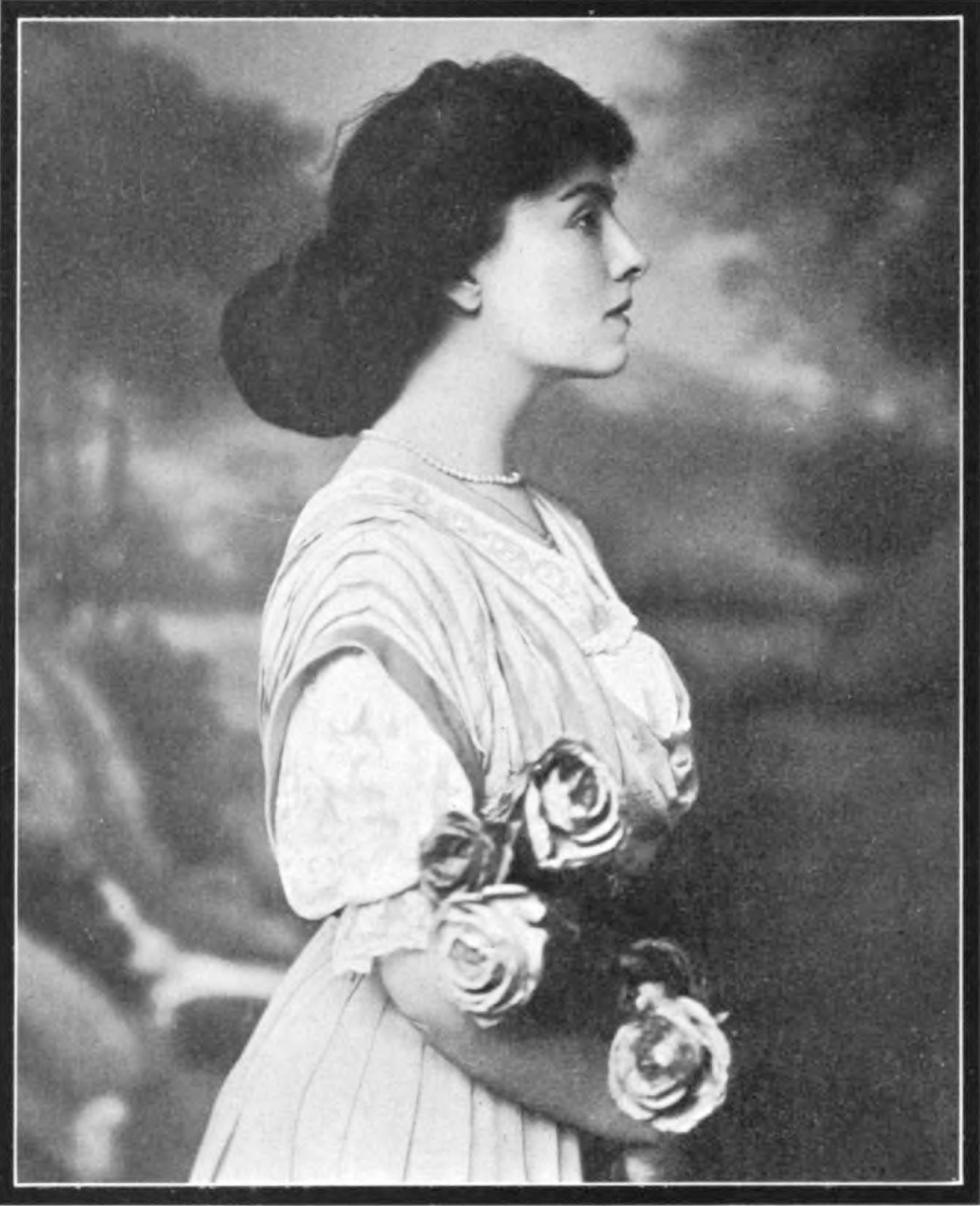
Mary Nash (1909)

Mary Nash (* 15. August 1884 in Troy, New York; † 3. Dezember 1976 in Brentwood, Kalifornien) war eine US-amerikanische Schauspielerin.

## Leben und Karriere
Mary Nash wurde als Tochter des Anwalts James H. Ryan geboren; vier Jahre nach ihr kam Schwester Florence Nash (1888–1950) zur Welt, die später ebenfalls Schauspielerin wurde. Nach dem Tod des Vaters heiratete die Mutter den Theatermanager Philip F. Nash. Mary änderte ihren Nachnamen Ryan zu Beginn ihrer Schauspielkarriere in Nash um, weil zu diesem Zeitpunkt eine populäre Schauspielerin namens Mary Ryan existierte. Sie besuchte zunächst eine Klosterschule in Montreal und später die American Academy of Dramatic Arts. Nach einem Aufenthalt an Londoner Theaterbühnen gab sie im Jahre 1905 ihr Broadwaydebüt, wo sie bis 1932 regelmäßig auftrat und zu einer bekannten Darstellerin aufstieg. Ihren letzten Broadway-Auftritt hatte sie in einer Produktion von Onkel Toms Hütte an der Seite von Otis Skinner und Fay Bainter.
1934 zog Nash nach Hollywood, wo sie in den nächsten 12 Jahren in 23 Filmen – einer vergleichsweise geringen Zahl – auftrat. Ihren Durchbruch erreichte die Schauspielerin als Ehefrau von Edward Arnold im oscarprämierten Drama Nimm, was du kriegen kannst. Die meisten ihrer Figuren waren kultiviert wirkende Damen, dabei aber nicht selten auch boshaft oder arrogant: So verkörperte sie die hartherzige Gegenspielerin von Shirley Temple in den Literaturverfilmungen Heidi (1937, als Fräulein Rottenmeier) und Die kleine Prinzessin (1939, als Miss Minchin). Eine sympathische Rolle hatte sie hingegen als Katharine Hepburns Mutter in der Screwball-Komödie Die Nacht vor der Hochzeit aus dem Jahre 1940. Zwar spielte sie in keinem ihrer Filme eine Hauptrolle, jedoch erhielt jeder ihrer Auftritte einen Credit im Filmabspann – das Zeichen für eine erfolgreiche Karriere als Nebendarstellerin im alten Hollywood.
Nach dem Ende der Filmkarriere zog sich Mary Nash ins Privatleben zurück. 1918 heiratete sie den französischen Schauspieler und Regisseur Jose Ruben (1888–1969), jedoch trennten sie sich nach kurzer Ehe. Sie starb dreißig Jahre nach ihrem letzten Film im Alter von 92 Jahren.

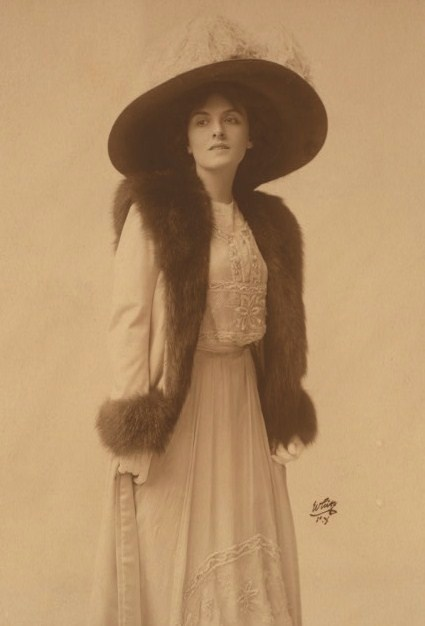
Mary Nash (um 1915)

## Filmografie
- 1915: The Unbroken Road
- 1915: Tides of Time
- 1916: Arms and the Woman
- 1934: Uncertain Lady
- 1935: College Scandal
- 1936: Nimm, was du kriegen kannst (Come and Get It)
- 1937: The King and the Chorus Girl
- 1937: Mein Leben in Luxus (Easy Living)
- 1937: Heidi
- 1937: Frisco-Express (Wells Fargo)
- 1939: Die kleine Prinzessin (The Little Princess)
- 1939: Nacht über Indien (The Rains Came)
- 1940: Charlie Chan in Panama
- 1940: Sailor’s Lady
- 1940: Gold Rush Maisie
- 1940: Die Nacht vor der Hochzeit (The Philadelphia Story)
- 1941: Das sind Kerle (Men of Boys Town)
- 1942: Calling Dr. Gillespie
- 1943: Und das Leben geht weiter (The Human Comedy)
- 1944: The Lady and the Monster
- 1944: Die Schlangenpriesterin (Cobra Woman)
- 1944: In the Meantime, Darling
- 1945: Yolanda und der Dieb (Yolanda and the Thief)
- 1946: Mit Pinsel und Degen (Monsieur Beaucaire)
- 1946: Bis die Wolken vorüberzieh’n (Till the Clouds Roll By)
- 1946: Swell Guy